# Dworek w Baranowie
Dworek w Baranowie – dawny zespół dworsko-pałacowy z rozległym podwórzem gospodarczym, położony we wsi Baranowo w powiecie mrągowskim w gminie Mikołajki. Usytuowany na niewielkim wzniesieniu terenu, w centralnym punkcie zespołu, oddzielony od drogi obszarem parku.
Dwór w Baranowie został wzniesiony w pierwszej połowie XIX w. zapewne z wykorzystaniem murów wcześniejszej budowli. Jest jednym z piękniejszych przykładów architektury klasycystycznej wśród zachowanych dworów dawnych Prus Wschodnich z tego czasu. Znakomita w proporcjach parterowa bryła kryta dachem naczółkowym, z podwójnym rzędem lukarn powiekowych od frontu, regularnymi podziałami ścian, wyróżnia się interesującą stolarką oraz detalem opracowania elewacji, w całości, oprócz frontowego ryzalitu, boniowanych. Ryzalit od frontu dwukondygnacyjny, zwieńczony trójkątnym naczółkiem, w przyziemi otwory zamknięte półkoliście, w poziomie piętra rząd pilastrów podtrzymujących szeroki ukosowy gzyms. Całość dopełniają odcinki gzymsów i okrągłe tonda. W elewacji od strony parku niewielki wieloboczny ryzalit, na osi głównego wejścia. Zachowały się imponujących rozmiarów zabudowania gospodarcze (spichlerz po lewej stronie od wjazdu) i inwentarskie oraz prawie siedmiohektarowy park dworski, w pierwotnych granicach, o kompozycji krajobrazowej, już z zatartym układem przestrzennym i jedynie częściowo zachowanym starodrzewem.
Po wojnie na obszarze majątku utworzono Państwowe Gospodarstwo Rolne, we dworze były biura i mieszkania pracownicze. W początku lat osiemdziesiątych powstał tu Zakład Doświadczalny Agrobiologii Polskiej Akademii Nauk. W 1996 rozpoczęto gruntowny remont dworu i całego założenia.